# Opération Gift
L'attaque israélienne contre le Liban en 1968, appelée Opération Gift par Israël, est une opération militaire d'un commando de l'armée israélienne menée dans l'aéroport international de Beyrouth au Liban dans la nuit du 28 au 29 décembre 1968. Elle a fait l'objet d'une condamnation par l'ONU.

## Chronologie
Le 26 décembre 1968, deux membres du Front populaire de libération de la Palestine (FPLP) arrivent à l’aéroport international d’Athènes depuis Beyrouth et mitraillent un Boeing d'El Al, tuant un passager.
Le 28 décembre 1968, Israël accuse le Liban d'être responsable de l'attaque, arguant du fait que le FPLP est basé dans les camps de réfugiés palestiniens au Liban.
Dans la nuit du 28 au 29 décembre, un commando du Sayeret Matkal de 64 militaires effectue une attaque surprise héliportée avec 8 hélicoptères Super Frelon et 8 Bell à l'aéroport international de Beyrouth et détruit 14 avions de ligne de Middle East Airlines (MEA), Trans Mediterranean Airways et Lebanese International Airways (en) (LIA). Cette dernière fait faillite et disparaît.
Il n'y a pas de perte humaine lors de l'opération. Un des appareils qui était sur le point de décoller à destination de Djeddah est détruit à coups d'explosifs, après que les 86 passagers qui se trouvaient à bord eurent été évacués précipitamment et sommés de gagner l'aérogare le plus vite possible.

## Pertes
Sur les 14 appareils détruits, 8 (1 Vickers VC-10, en location auprès de Ghana Airways - 1 Boeing 707-320C, 2 Caravelle VI-N, 3 Comet 4C et 1 Vickers Viscount) appartenaient à la Middle East Airlines (MEA), elle-même appartenant à Air France à hauteur de 30%, pour 5% à des particuliers libanais et à hauteur de 65% à Intra Investment Company, une société intergouvernementale composée des gouvernements du Koweït, du Qatar, du Liban et des États-Unis.
Lebanese International Airways (en) possédait 4 des avions détruits (2 Douglas DC-7 et 2 Convair 990 Coronado).
Trans Mediterranean Airways a perdu 2 avions (1 Douglas DC-4 et 1 Douglas DC-6).
La valeur totale des avions est estimée à 43,8 millions de dollars (
322 millions actuels), pour lesquels les assureurs britanniques s'engagent initialement à verser 18 millions de dollars, toutes les polices ne couvrant pas les dommages reçus dans un contexte de guerre.

## Résolution de l'ONU
Le Conseil de sécurité des Nations unies adopte la résolution 262 condamnant cette attaque israélienne qui constitue « une action militaire préméditée en violation de ses obligations en vertu de la Charte et des résolutions de cessez-le-feu », lance un « avertissement solennel à Israël que si de tels actes devaient se répéter, le Conseil devrait envisager de nouvelles mesures pour donner effet à ses décisions", et déclare que le Liban a droit à une réparation appropriée. La résolution a été adoptée à l'unanimité.

## Réactions internationales
La France, qui a des relations historiques avec le Liban, décrète un embargo sur les armes à destination d’Israël, alors même que les contrats en cours (dont 50 Dassault Mirage 5) se chiffrent à une centaine de millions de dollars (
735 millions actuels ). L'utilisation d'hélicoptères français au cours de l'opération est perçue par le président Charles de Gaulle comme un affront personnel,. Ce dernier qualifie l'attaque israélienne « d'acte exagéré de violence contre l'aéroport civil d'un pays pacifique, ami traditionnel de la France ».
Le raid a lieu juste après que l'accord sur la vente des chasseurs bombardiers américains Phantoms a été rendu public par un communiqué du département d’État, le 28 décembre 1968.
Le raid a donné lieu à de vives réprimandes de la part des États-Unis, qui ont déclaré que rien ne suggérait que les autorités libanaises avaient quelque chose à voir avec l'attaque du vol El Al 253.